# Tegillarca nodifera
Sò huyết, tên khoa học Tegillarca nodifera, còn gọi là sò nodi, là một loài động vật thân mềm hai mảnh vỏ sống ở biển thuộc họ Sò. Chúng được Martens mô tả lần đầu năm 1860.